# Яструб-2
Яструб-2 — село у Велізькому районі Смоленської області Росії . Входить до складу Велізького міського поселення .
Розташоване у північно-західній частині області за 1,5 км на північ від Веліжа та за 3 км на північ від автодороги Р 133 Смоленськ — Невель, на березі річки Західна Двіна. Село розташоване, також за 96 км на північ від залізничної станції Рудня на лінії Смоленськ — Вітебськ.

## Історія
У роки німецько-радянської війни село було окуповане німецькими військами у липні 1941 року, звільнено у вересні 1943 року.